# بكرية خلوتية
الطريقة البكرية الخلوتية هي إحدى فروع الطريقة السهروردية، وتُنسب إلى الشيخ العالم الصوفي مصطفى بن كمال الدين البكري. ولقب باسم البكري والصديقي نسبة إلى جده أبو بكر الصديق. وحالياً شيخ الطريقة هو الشريف الشيخ مصطفى السيد مصطفى محمود مصطفى عمر عبد الرحمن محمد مصطفى كمال الدين البكري.